# Дјере Сен Жилијен
Дјере Сен Жилијен (фр. Dierrey-Saint-Julien) насеље је и општина у североисточној Француској у региону Шампањ-Арден, у департману Об која припада префектури Ножан сир Сен.
По подацима из 2011. године у општини је живело 256 становника, а густина насељености је износила 12,05 становника/km². Општина се простире на површини од 21,25 km². Налази се на средњој надморској висини од 140 метара.

## Демографија
| 1962. | 1968. | 1975. | 1982. | 1990. | 1999. | 2011. |
| ----- | ----- | ----- | ----- | ----- | ----- | ----- |
| 209   | 242   | 215   | 222   | 216   | 225   | 256   |

График промене броја становника у току последњих година